# Tarsacq
Tarsacq – miejscowość i gmina we Francji, w regionie Nowa Akwitania, w departamencie Pireneje Atlantyckie.
Według danych na rok 1990 gminę zamieszkiwały 344 osoby, a gęstość zaludnienia wynosiła 81 osób/km² (wśród 2290 gmin Akwitanii Tarsacq plasuje się na 841. miejscu pod względem liczby ludności, natomiast pod względem powierzchni na miejscu 1470.).